# Yves Rocton
Yves Rocton est un ouvrier métallurgiste, syndicaliste CGT puis Force ouvrière (FO) de la Loire-Atlantique et militant trotskiste, qui fut un des leaders du mouvement de Mai 68, en faisant voter la première occupation d'usine à Sud-Aviation, sur le site de Bouguenais (2600 salariés) où il était le secrétaire de la section syndicale Force ouvrière, étape décisive de Mai 68 à Nantes.
Militant contre la torture pendant la Guerre d'Algérie et pour l'indépendance du pays, il avait été exclu du PCF et de la CGT en 1962 avant de rejoindre les trotskistes de la branche lambertiste (OCI).

## Biographie

### Jeunesse et guerre d'Algérie
Yvon Rocton, né en 1938, est mort le 27 septembre 2008 à Fenioux, dans les Deux-Sèvres. Il entre à Sud-Aviation, la future société Aérospatiale, en 1956 à l’usine de Bouguenais, à côté de Nantes à l'âge de 18 ans, où sont fabriqués le Concorde et la Caravelle mais aussi des réfrigérateurs Frigeavia. Deux ans après, appelé de 1958 à 1960 sous les drapeaux pendant la Guerre d'Algérie, il est envoyé en bataillon disciplinaire pour avoir milité contre la torture.
Revenu en octobre 1960, après vingt-trois mois d'active, il réintègre Sud-Aviation et se bat, en vain, pour que son syndicat CGT réclame le rappel du contingent d'Algérie, à la fin de l'année 1960. Paul Malnoe, secrétaire de l'union locale de Saint-Nazaire de FO depuis la grande grève des chantiers navals de 1955, immortalisée par la comédie musicale de Jacques Demy, "Une chambre en ville", avait dès le congrès confédéral FO d’octobre 1956 voté en faveur de la motion minoritaire sur l’Algérie, réclamant la libre détermination du peuple algérien à disposer de lui-même, puis en février 1958 figuré parmi les membres du Comité de solidarité et défense des syndicalistes algériens dont la liste fut publié par La Révolution prolétarienne.

### Exclusion de la CGT en 1962
Yvon Rocton a été exclu de la CGT en 1962, comme le dénonce L’Anarcho-syndicaliste, journal de l’Union des Anarcho-syndicalistes (UAS), fondé en 1959 à Nantes.
Mis à l'écart du PCF lors de la grève des mineurs de 1963, il en est aussi exclu en 1964 avec cinq autres trotskistes. Au cours du congrès confédéral de Force ouvrière tenu en 1966, il soutient, comme la grande majorité des délégués de l’Union départementale de la Loire-Atlantique, le projet de résolution générale présenté par Camille Pallordet, motion qualifiée de trotskiste et anarcho-syndicaliste par leurs opposants.

### Les grèves d'avril à juin 1968 chez Sud-aviation
En 1968, Yvon Rocton se bat pour la grève générale, contre l'avis de la CGT, syndicat majoritaire dans l'usine, car il dénonce l'abus des grèves à répétition et inefficaces selon lui. Le groupe aéronautique, leader européen, est alors en proie à un plan de 15 000 suppressions d'emplois. Début avril, la tension monte d'un cran, avec des arrêts de travail à Bouguenais, dans la banlieue de Nantes. Le directeur de l'usine est une première fois séquestré le 27 avril. La journée du 2 mai est occupée ainsi à Nantes par la manifestation des ouvriers de Sud-Aviation et de la Raffinerie de Chantenay. Dès le 9 mai, la section Force ouvrière locale, conduite par Yvon Rocton, a estimé qu’il n’y a plus qu’une seule solution pour faire reculer le patronat : « la grève totale ».
Le 14 mai, tandis que le représentant de la CGT dans l’usine de Bouguenais suggère d’organiser des débrayages d’une demi— heure plusieurs fois dans la journée, Yvon Rocton estime que « la grève totale avec occupation de l’usine et création d’un comité de grève serait la manière la plus efficace de faire aboutir le mouvement ». Il est finalement entendu et sa proposition l’emporte en assemblée générale de salariés, par un vote à main levée.
La porte du bureau du directeur est soudée par les ouvriers ce qui l'empêche de sortir. Il ne sera libéré qu'au bout de 15 jours. L'usine est barricadée en prévision d'une visite de la police et une délégation d'étudiants menés par Juvénal Quillet, au nom de l'UNEF, est accueillie. L'Humanité ne consacre que 7 lignes à l'événement en page 9, mais les groupes gauchistes sont ragaillardis car deux jours avant, des délégations de lycéens et d'étudiant venues aux manifestations ouvrières pour la défense de l'emploi de Nancy et Forbach avaient été fraichement accueillies
Quelques jours plus tard l'usine de Cléon du groupe Renault subit le même sort.
Son action est relayée par son ami Paul Malnoë, ex-leader FO des chantiers de Saint-Nazaire, qui était en mai 1968, secrétaire du syndicat des métaux CGT-FO. Le 16 mai, Paul Malnoë est à Paris, à 3 heures du matin pour aller faire un meeting de bonne heure chez Renault, à Billancourt. La CGT souhaite apparaître comme une « grande force tranquille », selon les termes de son secrétaire général Georges Séguy, qui condamne officiellement les séquestrations de patrons le 18 mai, mais n'est pas en mesure de les empêcher.

### La coordination nationale de l'Aérospatiale
Yvon Rocton eut également des responsabilités importantes au sein de la coordination nationale du groupe aéronautique, sous ses appellations successives, d’abord de Sud-Aviation puis de la SNIAS et enfin de l’Aérospatiale. Il est l’un des négociateurs et signataires de l’accord d’entreprise de 1970.
En 1973, lorsque le mouvement lycéen connaîtra son apogée, l’Union départementale FO s’investit aussi dans son soutien par la présence d’Yvon Rocton, héros local, dans la plupart des manifestations.
Ensuite, il devient membre de la commission administrative de FO et sera élu au comité central de l'Organisation communiste internationaliste (OCI).
Lors de son départ à la retraite en 1995, il était encore secrétaire de sa section syndicale. Il se retira à Fenioux, une petite commune des Deux-Sèvres.

## Sources
- "Nantes hisse le drapeau rouge", par Sarah GUILBAUD dans Libération du 15 février 2008[2]